# Lilija Afanassjewna Wassiltschenko
Lilija Afanassjewna Wassiltschenko (russisch Лилия Афанасьевна Васильченко; * 8. Juni 1962 in Nowosibirsk; † 19. Dezember 2011 ebenda) war eine sowjetische Skilangläuferin.

## Werdegang
Wassiltschenko lief im April 1982 in Kiruna ihr erstes Weltcuprennen und belegte dabei den 16. Platz über 5 km. Bei den Olympischen Spielen 1984 in Sarajevo errang sie den 17. Platz über 5 km. Zu Beginn der Saison 1984/85 erreichte sie in Val di Sole mit dem dritten Platz über 5 km ihre einzige Podestplatzierung im Weltcupeinzel. Bei den nordischen Skiweltmeisterschaften 1985 in Seefeld in Tirol gewann sie mit der Staffel die Goldmedaille. Zudem kam sie auf den 11. Platz über 10 km und auf den achten Rang über 20 km. Zum Saisonende belegte sie den 15. Platz im Gesamtweltcup. Ihr letztes Weltcuprennen lief sie Februar 1986 in Kavgolovo, welches sie auf dem 12. Platz über 10 km klassisch beendete.

## Weltcup-Gesamtplatzierungen
| Saison  | Platz | Punkte |
| ------- | ----- | ------ |
| 1981/82 | 52.   | 5      |
| 1982/83 | 42.   | 4      |
| 1983/84 | 57.   | 4      |
| 1984/85 | 15.   | 47     |
| 1985/86 | 33.   | 7      |